# 宽城区
宽城区是吉林省长春市下辖的一个市辖区。位于长春市城区北部。

## 命名
1937年10月新京市将长春划为18个行政区，在铁路北设宽城区，其因宽城子站而得名。

## 行政区划
宽城区下辖12个街道办事处、5个镇、1个乡：
站前街道、群英街道、兴业街道、凯旋街道、团山街道、柳影街道、欣园街道、长德街道、新广街道、兰家镇、米沙子镇、万宝镇和合隆镇。
傳統上，宽城区依横跨区内的京哈铁路，把全区分为铁南、铁北两部分。

## 人口
根據第七次人口普查數據，截至2020年11月1日零時，寬城區常住人口669148人。

## 交通
- 京哈铁路、长白铁路、长图铁路、长珲城际铁路：长春站